# هاينز بيشر
هاينز بيشر (بالألمانية: Heinz Becher)‏ هو مجدف ألماني، ولد في 4 سبتمبر 1933 في فورمس في ألمانيا.

## وصلات خارجية
- هاينز بيشر على موقع الاتحاد الدولي للتجديف (الإنجليزية)
- هاينز بيشر على موقع أوليمبيديا (الإنجليزية)